# Idol Attack!
Idol Attack! es el primer álbum del Grupo Eclipse de la serie Basquash! lanzado al mercado el día 16 de septiembre del año 2009 bajo el sello Pony Canyon.

## Detalles
Este fue un álbum de las cantantes Megumi Nakajima como Citron, Haruka Tomatsu como Rouge y Saori Hayami como Violette que conformaban el grupo Eclipse. En este se presentan dos canciones individuales de cada una de las seiyus y cuatro interpretadas por el grupo siendo tres de estas canciones nuevas versiones de melodías interpretadas a lo largo de la serie.
Este álbum fue presentado de dos formas: la primera es un CD que contiene hasta la pista nueve y la segunda es un CD más un DVD donde se incluyeron dos canciones más en el CD y PV especiales en el DVD.
El álbum alcanzó la posición número #20 en Oricon el primer día de ventas.
Lista de canciones

| Número de Catálogo: PCCG-00968 (solo CD) |                                    |                     |                      |                                                          |          |  |
| N.º                                      | Título                             | Letras              | Música               | Vocalista                                                | Duración |  |
| 1.                                       | «Niji no BRACE (虹のBRACE?)»       | YUMIKO              | DY-T                 | Eclipse (Megumi Nakajima, Haruka Tomatsu y Saori Hayami) | 4:52     |  |
| 2.                                       | «another place»                    | Megumi Sena, Funta7 | Funta3               | Haruka Tomatsu                                           | 4:32     |  |
| 3.                                       | «COSMOS»                           | Miura Seiji         | Miki Fujisue, YUMIKO | Megumi Nakajima                                          | 4:09     |  |
| 4.                                       | «Namidairo (ナミダイロ?)»          | Megumi Sena         | Shihori              | Saori Hayami                                             | 3:34     |  |
| 5.                                       | «Running on(album-mix)»            | Miura Seiji         | Miki Fujisue         | Eclipse (Megumi Nakajima, Haruka Tomatsu y Saori Hayami) | 4:30     |  |
| 6.                                       | «After The Heart Rain»             | Miura Seiji         | Kohei Tsunami        | Megumi Nakajima                                          | 4:37     |  |
| 7.                                       | «Futari no Yakusoku (二人の約束?)» | Megumi Sena         | Miki Fujisue         | Haruka Tomatsu                                           | 5:00     |  |
| 8.                                       | «Ryuusei (流星?)»                  | Megumi Sena         | Kazumi Mitome        | Saori Hayami                                             | 6:10     |  |
| 9.                                       | «nO limiT(album-mix)»              | KK, Miki Fujisue    | Miki Fujisue         | Eclipse (Megumi Nakajima, Haruka Tomatsu y Saori Hayami) | 4:37     |  |
| 10.                                      | «moon passport»                    | Funta7, KK          | Funta3               | Eclipse (Megumi Nakajima, Haruka Tomatsu y Saori Hayami) | 4:19     |  |
| 11.                                      | «nO limiT(sadness×Rouge edit)»     | KK, Miki Fujisue    | Miki Fujisue         | Eclipse (Megumi Nakajima, Haruka Tomatsu y Saori Hayami) | 4:59     |  |
| 51:19                                    |                                    |                     |                      |                                                          |          |  |

### Disco 2
| Número de Catálogo: PCCG-00967 (CD+DVD) |                                                                                      |          |  |
| N.º                                     | Título                                                                               | Duración |  |
| 1.                                      | «nO limiT （Special-PV）»                                                            |          |  |
| 2.                                      | «Sato Eiichi Kantoku no Te ni Yoru Special PV (佐藤英一監督の手によるスペシャルPV?)» |          |  |